# EWF Tag Team Championship
L'EWF Tag Team Championship è il titolo di coppia della Empire Wrestling Federation

## Albo d'oro
| Wrestlers:                                                                            | Times: | Date:             | Location:       | Notes: |
| ------------------------------------------------------------------------------------- | ------ | ----------------- | --------------- | --- |
| The Ghetto Boyz John Black & Johnny Love                                              | 1      | 6 dicembre 1996   | San Bernardino  | Titoli consegnati. |
| Cruising With Danger Dick Danger & Eddie Williams                                     | 1      | 16 aprile 1997    | San Bernardino  | |
| Titolo vacante il 10 ottobre 1997.                                                    |        |                   |                 | |
| Johnny Love & Eddie Williams                                                          | 1      | 15 marzo 1998     |                 | {Titoli consegnati. |
| The Wrecking Crew Big Q & Billy D                                                     | 1      | 2 agosto 1998     | Rialto          | |
| Knightmare & Krazy K.C.                                                               | 1      | 8 novembre 1998   | Lancaster       | |
| The Wrecking Crew                                                                     | 2      | 13 dicembre 1998  | San Jacinto     | |
| Bad Influence Josh Galaxy & Frankie Kazarian                                          | 1      | 17 aprile 1999    | Colton          | |
| Il 18 luglio titoli vacanti per infortunio di Galaxy.                                 |        |                   |                 | |
| Los Cubanitos Ricky Reyes & Rocky Romero                                              | 1      | 6 settembre 1999  | Colton          | Titoli consegnati. |
| Los Cubanitos privati dei titoli il 4 dicembre 1999.                                  |        |                   |                 | |
| Red Tornado & Sun Warrior                                                             | 1      | 26 febbraio 2000  | Parker          | In un Triple Treath Tag Team Match. |
| Titoli vacanti l'8 aprile 2000 quando Warrior lasciò la EWF.                          |        |                   |                 | |
| Aggravated Assault Malice & Mayhem                                                    | 1      | 25 giugno 2000    | San Bernardino  | Titoli consegnati. |
| Los Cubanitos                                                                         | 2      | 29 aprile 2001    | San Bernardino  | |
| Aggravated Assault                                                                    | 2      | 14 giugno 2001    | Pahrump         | |
| Los Cubanitos                                                                         | 3      | 16 febbraio 2002  | San Bernardino  | |
| Los Cubanitos privati dei titoli il 1º luglio 2002 per aver infortunato gli sfidanti. |        |                   |                 | |
| Threat & Desire                                                                       | 1      | 19 luglio 2002    | Covina          | In una Battle Royal. |
| P.H.A.T. Eric Matlock and Devon Willis                                                | 1      | 16 agosto 2002    | Covina          | |
| The Haystacks Brothers Kyle Haystacks & Lil' Haystacks                                | 1      | 15 novembre 2002  | Covina          | Sconfiggendo Matlock in un Handicap Match. |
| Bo Cooper & Jason King                                                                | 1      | 24 gennaio 2003   | Covina          | Sconfiggendo Lil' Haystacks e The Graffiti Kid, sostituto di Kyle Haystacks. |
| Los Chivos Enigma de Oro & Kayam                                                      | 1      | 25 maggio 2003    | Covina          | |
| Los Cubanitos                                                                         | 4      | 26 settembre 2003 | Covina          | |
| The West Coast Ryders Rudy Luna & Under Pressure                                      | 1      | 23 gennaio 2004   | Covina          | |
| Bino Gambino & Rudy Luna                                                              | 1      | 23 aprile 2004    | Covina          | Gambino vinse una Battle Royal e scelse Luna come suo partner, mentre Under Pressure lasciò la promotion.                                                                                           |
| Los Chivos                                                                            | 2      | 23 luglio 2004    | Covina          | |
| Los Cubanitos                                                                         | 5      | 22 aprile 2005    | Covina          | |
| Los Cubanitos privati dei titoli il 25 maggio 2005.                                   |        |                   |                 | |
| Los Chivos                                                                            | 3      | 22 luglio 2005    | Covina          | Sconfiggendo The K.I.D.D. & Vizzion, i Mistrust (Dan Korbick and Rudy Luna) e i The War Machines (Joe Kimbal & Plague) in un Fatal 4-Way Tag Team Match.                                            |
| Dan Kobrick & Guerrero Negro                                                          | 1      | 25 novembre 2005  | Covina          | |
| Los Chivos                                                                            | 4      | 23 dicembre 2005  | Covina          | In un Masks vs Titles Match. |
| La Ola del Mal Extreme Loco & Black Metal                                             | 1      | 11 agosto 2006    | Covina          | |
| The Iron Express Hook Bomberry & Joey Harder                                          | 1      | 8 settembre 2006  | Covina          | |
| TNT Johnny Dynamite & Brandon Gatson                                                  | 1      | 27 aprile 2007    | Covina          | |
| Aggravated Assault                                                                    | 3      | 24 agosto 2007    | Covina          | In un Tables Match. |
| La Ola del Mal                                                                        | 2      | 11 novembre 2007  | San Bernardino  | |
| Famous for Fearless T.J. Perkins & Liger Rivera                                       | 1      | 27 giugno 2008    | Covina          | |
| The Young Bucks Matt & Nick Jackson                                                   | 1      | 10 gennaio 2009   | Covina          | |
| The A-List Jeremy Jaeger & Roger Ruiz                                                 | 1      | 26 giugno 2009    | Covina          | In un Triple Treath Match che includeva anche i Cutler Brothers (Dustin & Brandon). |
| SoCal Crazy & Espiritu Infernal                                                       | 1      | 27 dicembre 2009  | Rowland Heights | |
| Anchors Away David E. Jones & Ryan Stone                                              | 1      | 23 aprile 2009    | Covina          | |
| SoCal Crazy & Espiritu Infernal                                                       | 2      | 21 maggio 2010    | Covina          | |
| Los Luchas Phoenix Star & Zokre                                                       | 1      | 3 settembre 2010  | Covina          | |
| La Familia Raunchy Rico & Damian Arsnik                                               | 1      | 23 settembre 2011 | Covina          | |
| The A-List                                                                            | 2      | 21 gennaio 2012   | San Bernandino  | |
| Hollywood Underground Dave the Bruiser & Ein Idol                                     | 1      | 3 agosto 2012     | Covina          | |
| The Barrom Saints DK Murphy & Joshua Dunbar                                           | 1      | 2 novembre 2012   | Covina          | |
| The Von Dooms Cyanide & The Vintage Dragon                                            | 1      | 7 dicembre 2012   | Covina          | Sconfiggendo gli Anchors Away, Andrew Hellman & Mike Maze, Jafar & Muhammed Raccid Najjar, i Nothing But Trouble (Eddie Mattson & Maddix) e i campioni The Barroom Saints in 6-Team Gauntlet Match. |